# Восход (Весьегонский район)
Восход — деревня в Весьегонском муниципальном округе Тверской области России.

## География
Деревня расположена на берегу реки Кесьма в 19 км на юго-запад от районного центра города Весьегонска.

## История
В 1792 году в селе Телятино была построена теплая деревянная церковь в честь Архистратига Михаила, в 1855 году построена холодная деревянная церковь в честь Святой Троицы, метрические книги с 1775 года.
В конце XIX — начале XX века село Телятино входило в состав Телятинской волости Весьегонского уезда Тверской губернии. 
С 1929 года деревня Восход входила в состав Ивановского сельсовета Весьегонского района Бежецкого округа Московской области, с 1935 года — в составе Калининской области, с 2005 года — в составе Ивановского сельского поселения, с 2019 года — в составе Весьегонского муниципального округа. 

## Население
| 1859 | 2010 |
| ---- | ---- |
| 170  | ↘89  |